# Do-jeon! Supermodel Korea (mùa 1)
Mùa đầu tiên của Do-jeon! Supermodel Korea (hay Korea's Next Top Model) được phát sóng từ tháng 9 đến tháng 12 năm 2010 trên OnStyle.
Mùa thi này được host bởi người mẫu Jang Yoon Ju, cùng với ban giám khảo bao gồm: tổng biên tập của tạp chí W Lee Hye Joo, stylish Woo Jong Wan và nhà thiết kế thời trang từ Mag&Logan Logan Kang.
Điểm đến quốc tế của mùa này là Paris dành cho top 6.
Người chiến thắng là Lee Ji Min, 20 tuổi. Các giải thưởng của cô là:
- 1 hợp đồng người mẫu với ESteem Models
- Được lên ảnh bìa và trang biên tập cho tạp chí W
- 1 hợp đồng quảng cáo với SK-II
- Giải thưởng tiền mặt trị giá ₩100.000.000

## Các thí sinh
(Độ tuổi tính từ ngày dự thi và sử dụng hệ thống xác định tuổi của Hàn Quốc)
| Thí sinh | Thí sinh       | Tuổi | Chiều cao                 | Quê quán | Bị loại ở | Hạng |
| -------- | -------------- | ---- | ------------------------- | -------- | --------- | ---- |
| 김유리   | Kim Yu Ri      | 17   | 166,2 cm (5 ft 5+1⁄2 in)  | Seoul    | Tập 3     | 14   |
| 이은영   | Lee Eun Young  | 24   | 178,9 cm (5 ft 10+1⁄2 in) |          | Tập 4     | 13   |
| 신영은   | Shin Young Eun | 24   | 176,2 cm (5 ft 9+1⁄2 in)  | Gyeonggi | Tập 5     | 12   |
| 석단비   | Seok Dan Bi    | 22   | 171,8 cm (5 ft 7+1⁄2 in)  |          | Tập 5     | 11   |
| 김예지   | Kim Ye Ji      | 22   | 174,5 cm (5 ft 8+1⁄2 in)  | Seoul    | Tập 6     | 10   |
| 선혜림   | Sun Hye Rim    | 18   | 169 cm (5 ft 6+1⁄2 in)    | Gyeonggi | Tập 7     | 9    |
| 김효경   | Kim Hyo Kyung  | 19   | 176,8 cm (5 ft 9+1⁄2 in)  | Busan    | Tập 8     | 8    |
| 백일홍   | Baek Il Hong   | 23   | 171,1 cm (5 ft 7+1⁄2 in)  | Seoul    | Tập 8     | 7    |
| 김민선   | Kim Min Sun    | 20   | 170,7 cm (5 ft 7 in)      | Seoul    | Tập 9     | 6    |
| 오혜지   | Oh Hye Ji      | 23   | 177,2 cm (5 ft 10 in)     |          | Tập 10    | 5    |
| 박두희   | Park Doo Hee   | 28   | 171,8 cm (5 ft 7+1⁄2 in)  | Seoul    | Tập 11    | 4    |
| 김나래   | Kim Na Rae     | 18   | 172,3 cm (5 ft 8 in)      | Seoul    | Tập 13    | 3–2  |
| 이유경   | Lee Yoo Kyung  | 24   | 181,3 cm (5 ft 11+1⁄2 in) | Seoul    | Tập 13    | 3–2  |
| 이지민   | Lee Ji Min     | 21   | 176,3 cm (5 ft 9+1⁄2 in)  | Incheon  | Tập 13    | 1    |

## Các tập

### Tập 1
Khởi chiếu: 18 tháng 9 năm 2010
Từ 1000 cô gái đăng kí dự thi vòng sơ tuyển, 380 thí sinh đã vượt qua vòng thứ nhất sau khi xem qua hồ sơ đăng kí của họ và sau đó là 200 cô gái đã vượt qua vòng thứ hai sau khi xem qua video đăng kí dự thi của họ. 200 cô gái đã có thử thách thứ ba khi họ sẽ được đo chiều cao cùng với cân nặng của họ và những ai cao dưới 165 cm sẽ bị loại khỏi cuộc thi. Sau đó, họ đã được kiểm tra kĩ năng catwalk, kĩ năng tạo dáng cùng với tài năng của họ. Kết quả là 50 thí sinh vượt qua được thử thách. 
50 thí sinh còn lại được đưa tới quản lí người mẫu ESteem Models cho thử thách cuối cùng là đi catwalk trong áo tắm. Kết quả là 24 thí sinh đã được chọn và sẽ bước vào vòng casting của cuộc thi.

### Tập 2
Khởi chiếu: 25 tháng 9 năm 2010
24 thí sinh bán kết được gặp nhau tại Quảng trường Seoul để bắt đầu cuộc thi. Sau đó, họ được gặp giám đốc sáng tạo Park Hyung Jun, trước khi được gặp Yoon Ju lần đầu tiên tại khách sạn Hamilton ở Itaewon và đã gây bất ngờ khi cô cho thêm 1 thí sinh nữa vào vòng casting. 25 cô gái sau đó đã có thử thách trình diễn thời trang trên sàn diễn ở giữa hồ bơi, trước khi từng người một đã có một buổi phỏng vấn với ban giám khảo. Sau đó, họ được nghỉ qua đêm tại khách sạn Hilton.
Ngày hôm sau, họ đã có buổi chụp hình đầu tiên với một số người mẫu nam cởi trần, trong khi họ sẽ tạo dáng trong áo lót hoặc khỏa thân phần trên. Vào buổi đánh giá đầu tiên, 13 cô gái đã được chọn và sẽ bước vào cuộc thi. Nhưng sau đó thì Yoon Ju thông báo rằng sẽ có 14 cô gái được chọn và Hye Ji là thí sinh cuối cùng được tham gia vào cuộc thi.
- Nhiếp ảnh gia: Kim Hyeon Seong

### Tập 3
Khởi chiếu: 2 tháng 10 năm 2010
14 cô gái đã được di chuyển tới căn hộ của họ. Ngày hôm sau, họ được gặp Hyung Jun và nhà tạo mẫu Lee Hee tại tiệm salon Ihee Hair&Makeup để nhận diện mạo mới của mình.
Ngày tiếp theo, các cô gái đã có buổi chụp hình tiếp theo hóa thân thành những cô gái Pin-up, nhưng trước đó thì họ được yêu cầu phải chọn một tấm hình Pin-up bất kì và phải tạo dáng lại kiểu dáng trong tấm hình đó. Vào buổi đánh giá ngày hôm sau với sự xuất hiện giám khảo khách mời là Kim Yeong Jun, Na Rae là người được gọi tên đầu tiên còn Yu Ri là thí sinh đầu tiên bị loại.
- Nhiếp ảnh gia: Kim Yeong Jun
- Khách mời đặc biệt: Lee Hee, Choi Hye Ryeon

### Tập 4
Khởi chiếu: 9 tháng 10 năm 2010
Hyung Jun đã đến gặp 13 cô gái còn lại tại căn hộ để kiểm tra cân nặng của họ. Sau đó, họ được đưa tới studio Def Dance Skool cho một buổi học nhảy vũ đạo với một biên đạo viên, trước khi họ tự chia thành 4 nhóm để tự nghĩ một bài nhảy cho thử thách nhảy vũ đạo trước 1 bài hát bất kì. Kết quả là Young Eun, Hye Ji, Ye Ji & Yoo Kyung chiến thắng thử thách và nhận được một buổi chăm sóc da tại spa.
Ngày hôm sau, họ đã có buổi chụp hình tiếp theo theo phong cách thời trang cao cấp, khi họ sẽ hóa thân thành một nhân vật lấy cảm hứng từ một bộ phim bất kì. Trước khi buổi chụp hình diễn ra, Hye Ji đã phải nhập viện do bị sốt cao nhưng sau đó thì cô vẫn tham gia vào buổi chụp hình. Vào buổi đánh giá ngày tiếp theo, Na Rae là người được gọi tên đầu tiên còn Eun Young là thí sinh tiếp theo bị loại.
- Nhiếp ảnh gia: Hong Jang Hyun

### Tập 5
Khởi chiếu: 16 tháng 10 năm 2010
12 cô gái còn lại được gặp Jong Wan cùng với 2 stylist Chae Han Seok & Re Ming cho thử thách phối đồ theo cặp, khi mỗi cặp sẽ có một chủ đề khác nhau và sẽ có 30 phút để phối đồ theo chủ đề họ chọn trước khi phải trình diễn thời trang trong trang phục đó. Kết quả là Doo Hee & Ye Ji chiến thắng thử thách và sẽ được xuất hiện trong chiến dịch quảng cáo cho trang mua sắm trực tuyến Auction.co.kr cùng với một buổi mua sắm trị giá ₩1.000.000.
Ngày hôm sau, họ được đưa tới khu phố Apgujeong cho buổi chụp hình tiếp theo hóa thân thành người nổi tiếng xung quanh những tay săn ảnh, trong khi họ sẽ tạo dáng theo cặp với một người tạo dáng chính còn người kia làm nền. Vào buổi đánh giá ngày tiếp theo với sự xuất hiện giám khảo khách mời là Kim Moo Il & Han Hye Yeon, Yoo Kyung là người được gọi tên đầu tiên còn Dan Bi, Il Hong & Young Eun rơi vào cuối bảng. Kết quả là Young Eun là thí sinh tiếp theo bị loại nhưng người thứ hai bị loại tiếp theo sẽ không được công bố cho tới tập sau.
- Nhiếp ảnh gia: Kim Moo Il
- Khách mời đặc biệt: Chae Han Seok, Re Ming, Han Hye Yeon

### Tập 6
Khởi chiếu: 23 tháng 10 năm 2010
Từ buổi loại trừ lần trước, Dan Bi & Il Hong rơi vào cuối bảng và kết quả cuối cùng là Dan Bi là thí sinh tiếp theo bị loại. Ngày hôm sau, 10 cô gái còn lại được đưa tới cửa hàng thời trang Lacoste ở Myeong-dong cho thử thách hóa thân thành manơcanh trước cửa kính cửa hàng, khi họ sẽ phải tạo 5 kiểu dáng khi phải giữ mỗi kiểu trong 10 phút, trong khi có 5 nhà thiết kế từ Project Runway Korea đang bí mật quan sát họ. Kết quả là Hye Ji chiến thắng thử thách và cô chọn Il Hong & Ye Ji để cùng nhận thưởng là một buổi mua sắm từ Suecomma Bonnie trị giá ₩1.000.000. Sau đó, họ đã được chia cặp để tự tìm nhà thiết kế mà họ sẽ làm việc cùng cho buổi chụp hình sắp tới.
Ngày tiếp theo, họ được đưa tới một nhà máy bỏ hoang cho buổi chụp hình tiếp theo tạo dáng trong trang phục tái chế của nhà thiết kế mà họ đã thử ngày hôm qua. Vào buổi đánh giá ngày hôm sau với sự xuất hiện giám khảo khách mời là Kim Tae Eun & Lee So Ra, Hye Ji là người được gọi tên đầu tiên còn Ye Ji là thí sinh tiếp theo bị loại.
- Nhiếp ảnh gia: Kim Tae Eun
- Khách mời đặc biệt: Choi Hye Jung, Nam Yong Seop, Yoon Se Na, Yoon Choon Ho, Chung Jae Woong, Lee So Ra

### Tập 7
Khởi chiếu: 30 tháng 10 năm 2010
Yoon Ju đã đến gặp 9 cô gái còn lại tại căn hộ cho một buổi học catwalk. Ngày hôm sau, họ đã có thử thách trình diễn thời trang trong bộ sưu tập Thu-Đông 2010 của Kim Jae Hyun, khi họ sẽ ở bên trong xe tải đang di chuyển và trình diễn sau khi tới Công viên Yeouido. Sau đó, họ đã tiếp tục thử thách trong bộ sưu tập Thu-Đông 2010 của Kwak Hyun Joo và nhận được bất ngờ khi khán giả lần này chính là những người thân của họ. Các cô gái sau đó được đưa tới một tiệm salon và tư vấn kỹ thuật Park Eun Jung đã kiểm tra mức độ lão hóa tóc của họ trước khi cho một số lời khuyên chăm sóc tóc.
Ngày tiếp theo, họ đã có buổi chụp hình tiếp theo dựa trên việc kiểm tra mức độ lão hóa tóc ngày hôm qua, khi người có tình trạng kém tiến triển hơn sẽ được hóa thân thành siêu anh hùng trong khi được treo lơ lửng trên không, còn những người còn lại sẽ được hóa thân thành kẻ xấu trong khi nhảy trên bạt lò xo. Vào buổi đánh giá ngày hôm sau với sự xuất hiện giám khảo khách mời là Bo Lee & Min Young Il, Hye Ji là người được gọi tên đầu tiên còn Hye Rim là thí sinh tiếp theo bị loại.
- Nhiếp ảnh gia: Bo Lee
- Khách mời đặc biệt: Park Eun Jung, Min Young Il

### Tập 8
Khởi chiếu: 6 tháng 11 năm 2010
8 cô gái còn lại được gặp Hyung Jun cùng với 2 nhà thiết kế Steve Jung & Yoni Pai từ Steve J & Yoni P cho thử thách trình diễn thời trang, khi từng người sẽ chỉ có 2 phút để thay đồ và phải hoàn thành trước khi hết giờ để trình diễn. Kết quả là Yoo Kyung chiến thắng thử thách và cô chọn Hyo Kyung để cùng nhận thưởng là một bộ đồ từ Steve J & Yoni P. Quay về căn hộ, Yoon Ju đến gặp các cô gái cho một buổi trò chuyện với nhau.
Ngày hôm sau, họ được đưa tới Fourplaza Studio cho buổi chụp hình tiếp theo tạo dáng trong váy ở dưới nước. Nhưng trước đó, họ đã được luyện thở dưới nước từ thợ lặn Park Yun Cheol. Vào buổi đánh giá ngày tiếp theo với sự xuất hiện giám khảo khách mời là Zo Sun Hi, Yoon Ju thông báo rằng những ai vượt qua được buổi loại trừ này sẽ được bay đến Paris. Kết quả là Min Sun là người được gọi tên đầu tiên còn Hyo Kyung, Il Hong & Ji Min rơi vào cuối bảng. Kết quả cuối cùng là Hyo Kyung & Il Hong lần lượt là 2 thí sinh tiếp theo bị loại.
- Nhiếp ảnh gia: Zo Sun Hi
- Khách mời đặc biệt: Steve Jung, Yoni Pai, Kim Sung Hee, Park Yun Cheol

### Tập 9
Khởi chiếu: 13 tháng 11 năm 2010
6 cô gái còn lại được đưa tới Paris và sau khi tới nơi, họ đã có thử thách casting cho Lacoste. Hye Ji, Ji Min & Yoo Kyung là 3 người gây ấn tượng nhất nên sẽ bước vào thử thách trình diễn thời trang trong áo tắm đỏ. Kết quả là Yoo Kyung chiến thắng thử thách và sẽ được trình diễn thời trang cho Lacoste, cùng với việc cô chọn Hye Ji để nhận 2 phần thưởng nữa là một chuyến mua sắm tại Lacoste và một bữa tối với Yoon Ju. Sau đó, họ đã đi tham quan Paris và di chuyển tới khách sạn của mình.
Ngày hôm sau, Yoo Kyung đã có một buổi thử đồ cho Lacoste trong khi những người còn lại được chia thành 2 nhóm để đi lấy trang phục cho buổi chụp hình sắp tới tại 2 cửa hàng Lacoste. Ngày tiếp theo, các cô gái đã có buổi chụp hình tiếp theo hóa thân thành những cô gái người Pháp, khi mỗi người sẽ được tạo dáng trước những địa danh nổi tiếng của Paris. Ngày hôm sau, họ được đưa tới trung tâm hội nghị Maison de la Mutualité để xem buổi trình diễn thời trang Xuân-Hè 2011 của Lacoste với Yoo Kyung được xuất hiện trên sàn diễn. Vào buổi đánh giá sau khi các cô gái quay về Seoul, Ji Min là người được gọi tên đầu tiên còn Min Sun là thí sinh tiếp theo bị loại.
- Nhiếp ảnh gia: Antonio Barros
- Khách mời đặc biệt: Christophe Lemaire, Karen Patrick

### Tập 10
Khởi chiếu: 20 tháng 11 năm 2010
5 cô gái còn lại được đưa tới Phòng nghệ thuật Myungbo cho một buổi học diễn xuất với Yoon Ju và diễn viên Won Ki Joon, trước khi kết thúc bằng việc từng người lên thổ lộ những cảm xúc giấu kín của họ.
Ngày hôm sau, họ được gặp Hyung Jun và giám đốc điều hành của SK-II Kim Joo Yeon cho một buổi quay quảng cáo cho SK-II, khi họ sẽ ngồi trước máy quay và phải thật tự nhiên trong khi trả lời phỏng vấn từ đạo diễn Cha Eun Taek. Vào buổi đánh giá ngày tiếp theo với sự xuất hiện giám khảo khách mời là Kim Joo Yeon & Cha Eun Taek, Yoo Kyung là người được gọi tên đầu tiên còn Hye Ji là thí sinh tiếp theo bị loại.
- Khách mời đặc biệt: Won Ki Joon, Kim Joo Yeon, Cha Eun Taek

### Tập 11
Khởi chiếu: 27 tháng 11 năm 2010
4 cô gái còn lại đã được chia nhau ra cho một buổi nói chuyện riêng với một siêu mẫu kỳ cựu của Hàn Quốc. Sau đó, họ cùng vị tiền bối ấy đi đến gặp Hyung Jun tại một tiệm cà phê cho thử thách hóa thân thành người nổi tiếng, khi cả 2 sẽ được sải bước trên thảm đỏ, tạo dáng chụp hình và trả lời câu hỏi từ phóng viên Lee Ki Sang. Kết quả là Ji Min chiến thắng thử thách và cô chọn Na Rae để cùng nhận thưởng là một buổi mua sắm từ Couronne Handbag.
Ngày hôm sau, họ được đưa tới trụ sở tạp chí W và từng người một đã có một buổi nói chuyện riêng với Hye Joo. Ngày tiếp theo, các cô gái được đưa tới một khu công viên cho buổi chụp hình tiếp theo lấy cảm hứng từ bộ phim The Birds, khi họ sẽ tạo dáng trong khi bị bao vây bởi một bầy chim. Vào buổi đánh giá ngày hôm sau với sự xuất hiện giám khảo khách mời là Kim Wook, Na Rae là người được gọi tên đầu tiên còn Doo Hee là thí sinh cuối cùng bị loại.
- Nhiếp ảnh gia: Kim Wook
- Khách mời đặc biệt: Kim Eun Sim, Cho Myoung Sook, Akira Kim, No Mi Seong, Ha Yong Soo, Min Yoon Kyung, Lee Ki Sang, Seok Jeong Hye

### Tập 12
Khởi chiếu: 4 tháng 12 năm 2010
Đây là tập ghi lại cuộc sống thường ngày của 3 cô gái chung cuộc và toàn bộ hành trình của họ trong cuộc thi.

### Tập 13
Khởi chiếu: 11 tháng 12 năm 2010
3 cô gái còn lại được gặp Hyung Jun cho buổi chụp hình cuối cùng cho ảnh bìa tạp chí W, khi họ sẽ tạo dáng cùng với một loài động vật. Sau đó, họ đã có đêm cuối cùng tại căn hộ với nhau, trước khi quay về cuộc sống thường ngày của họ. 3 tháng sau, họ được gặp lại nhau tại Quảng trường Seoul, trước khi cùng với Hyung Jun đi tới nhà của nhà thiết kế Ji Chun Hee cho một buổi thử đồ của Miss Gee Collection.
Ngày hôm sau, các cô gái được đưa tới Trung tâm hội chợ và triễn lãm Setec cho buổi trình diễn thời trang cuối cùng cho bộ sưu tập Xuân-Hè 2011 của Miss Gee Collection tại Seoul Fashion Week. Vào buổi đánh giá cuối cùng, Ji Min trở thành quán quân đầu tiên của Korea's Next Top Model.
- Nhiếp ảnh gia: Park Ji Hyuk
- Khách mời đặc biệt: Ji Chun Hee, Han Go Eun, Kim Min Joo, Song Byeong Joon, Lee Tae Ran, Yoon So Yi, Kim Yoon Ah, Kim Hyung Gyu, Lee Young Ah, Cha Ye Ryeon, Yoon Hye Young, Kim Jang Hoon, Kang Seung Hyun, Kang So Young, Ji Hyun Jeong, Lee Hyun Yi

## Thứ tự gọi tên
| Thứ tự | Tập       | Tập       | Tập       | Tập       | Tập       | Tập       | Tập       | Tập       | Tập       | Tập       | Tập              | Tập | Tập |
| Thứ tự | 2         | 3         | 4         | 5         | 6         | 7         | 8         | 9         | 10        | 11        | 13               |     |     |
| ------ | --------- | --------- | --------- | --------- | --------- | --------- | --------- | --------- | --------- | --------- | ---------------- | --- | --- |
| 1      | Yoo Kyung | Na Rae    | Na Rae    | Yoo Kyung | Hye Ji    | Hye Ji    | Min Sun   | Ji Min    | Yoo Kyung | Na Rae    | Ji Min           |     |     |
| 2      | Na Rae    | Doo Hee   | Min Sun   | Hye Rim   | Ji Min    | Yoo Kyung | Hye Ji    | Yoo Kyung | Ji Min    | Ji Min    | Na Rae Yoo Kyung |     |     |
| 3      | Hye Rim   | Yoo Kyung | Hye Ji    | Hyo Kyung | Hye Rim   | Na Rae    | Yoo Kyung | Hye Ji    | Doo Hee   | Yoo Kyung | Na Rae Yoo Kyung |     |     |
| 4      | Min Sun   | Min Sun   | Yoo Kyung | Ye Ji     | Na Rae    | Il Hong   | Doo Hee   | Na Rae    | Na Rae    | Doo Hee   |                  |     |     |
| 5      | Eun Young | Dan Bi    | Doo Hee   | Na Rae    | Il Hong   | Doo Hee   | Na Rae    | Doo Hee   | Hye Ji    |           |                  |     |     |
| 6      | Young Eun | Ji Min    | Ji Min    | Min Sun   | Yoo Kyung | Min Sun   | Ji Min    | Min Sun   |           |           |                  |     |     |
| 7      | Ji Min    | Il Hong   | Dan Bi    | Ji Min    | Min Sun   | Ji Min    | Il Hong   |           |           |           |                  |     |     |
| 8      | Doo Hee   | Hye Ji    | Hyo Kyung | Doo Hee   | Hyo Kyung | Hyo Kyung | Hyo Kyung |           |           |           |                  |     |     |
| 9      | Il Hong   | Young Eun | Young Eun | Hye Ji    | Doo Hee   | Hye Rim   |           |           |           |           |                  |     |     |
| 10     | Dan Bi    | Eun Young | Il Hong   | Il Hong   | Ye Ji     |           |           |           |           |           |                  |     |     |
| 11     | Ye Ji     | Ye Ji     | Ye Ji     | Dan Bi    |           |           |           |           |           |           |                  |     |     |
| 12     | Hyo Kyung | Hye Rim   | Hye Rim   | Young Eun |           |           |           |           |           |           |                  |     |     |
| 13     | Yu Ri     | Hyo Kyung | Eun Young |           |           |           |           |           |           |           |                  |     |     |
| 14     | Hye Ji    | Yu Ri     |           |           |           |           |           |           |           |           |                  |     |     |

     Thí sinh bị loại
     Thí sinh chiến thắng cuộc thi
- Tập 1 là một tập casting.
- Trong tập 2, từ 24 cô gái sẽ giảm xuống còn 13 người cuối cùng và sẽ chuyển sang cuộc thi chính. Thứ tự gọi tên này không phản ánh tới phần thể hiện của họ. Hye Ji đã được thêm vào cuộc thi trong một quyết định ở phút cuối cùng, làm thành 14 cô gái chính trong cuộc thi.
- Tập 5 kết thúc với việc Il Hong & Dan Bi ở cuối bảng và việc ai bị loại được trình bày ở tập 6.
- Tập 8 có loại trừ kép với ba thí sinh ở cuối bảng.
- Tập 12 là tập ghi lại khoảnh khắc từ đầu cuộc thi.

### Buổi chụp hình
- Tập 2: Khỏa thân phần trên trong quần jean với người mẫu nam (casting)
- Tập 3: Pin-up
- Tập 4: Lịch thời trang lấy cảm hứng từ những bộ phim nổi tiếng
- Tập 5: Bị bắt gặp bởi những tay săn ảnh
- Tập 6: Thời trang tái chế
- Tập 7: Anh hùng và kẻ xấu
- Tập 8: Tạo dáng dưới nước
- Tập 9: Sức hấp dẫn của Paris cho tạp chí W
- Tập 10: Quảng cáo sản phẩm của SK-II
- Tập 11: Tạo dáng trong rừng với chim
- Tập 13: Ảnh bìa tạp chí W